# Irakli Kobahidze
Irakli Kobahidze (în georgiană ირაკლი კობახიძე; n. 25 septembrie 1978, Tbilisi, URSS) este un politician georgian care ocupă funcția de prim-ministru al Georgiei din 2024 și este președintele partidului Visul Georgian din mai 2025, după ce deținuse anterior această funcție între 2021 și 2024.
Membru al Visului Georgian, Kobahidze a fost deputat în Parlamentul Georgiei între 2016 și 2024, președinte al Parlamentului între 2016 și 2019 și vicepreședinte al Adunării Parlamentare a Consiliului Europei între 2020 și 2022. Înainte de cariera politică, a fost profesor la Universitatea de Stat din Tbilisi și a lucrat pentru organizații neguvernamentale finanțate de Occident.
Kobahidze este unul dintre principalii promotori ai teoriei conspirației Global War Party. Guvernul său a accelerat deteriorarea relațiilor cu Occidentul și a fost acuzat de sabotarea internațională a candidaturii Georgiei pentru aderarea la Uniunea Europeană. Statele Unite au anunțat sancțiuni împotriva lui Kobahidze, a membrilor guvernului său și a membrilor partidului Visul Georgian pentru „subminarea democrației în Georgia”. Mandatul său a fost marcat de regres democratic, de violențe și tortură împotriva protestatarilor care se opun politicilor guvernamentale, precum și de o derivă autoritară a statului. Retorica sa este considerată pe scară largă ca fiind antioccidentală, el acuzând frecvent Occidentul că ar încerca să forțeze Georgia să „deschidă un al doilea front” și să se implice în războiul ruso-ucrainean.
Kobahidze este considerat o figură nominală în fruntea guvernului, fiind subordonat oligarhului miliardar Bidzina Ivanișvili⁠(d), larg recunoscut drept liderul de facto al Georgiei.

## Biografie
Irakli Kobahidze s-a născut la 25 septembrie 1978, la Tbilisi. Tatăl său, Giorgi (Gia) Kobahidze, a fost deputat în Parlament în a treia și a patra legislatură, devenind vicepreședintele acestuia, din partea Partidului Național Democrat, și a fost de asemenea membru al Mișcării Democrate – Georgia Unită până în 2015. Irakli a absolvit Facultatea de Drept a Universității de Stat din Tbilisi în anul 2000. Ulterior, între 2002 și 2006, și-a continuat studiile juridice la Universitatea din Düsseldorf, Germania, unde a obținut o diplomă de master în drept și un doctorat în 2006.
Între 2000 și 2001 a fost coordonator regional al proiectului de educație publică al Agenției Statelor Unite pentru Dezvoltare Internațională, iar între 2006 și 2014 a lucrat ca expert și manager de proiect în cadrul Programului Națiunilor Unite pentru Dezvoltare (PNUD). Între 2005 și 2012, Kobahidze a fost lector universitar la Universitatea de Stat din Tbilisi, iar între 2011 și 2014, conferențiar universitar la Universitatea Caucaz. A fost, de asemenea, membru al comitetului de experți ai programului pentru drepturile omului și statul de drept al „Fundației Societatea Deschisă – Georgia” și membru al delegației georgiene la Consiliul Europei între 2011 și 2012. Din 2014 este conferențiar universitar la Universitatea de Stat din Tbilisi.

## Cariera politică

### Începuturile carierei politice (2015–2016)
În 2015, Kobahidze a fost numit secretar executiv al partidului aflat la guvernare în Georgia, Visul Georgian, alături de secretarul general Kakha Kaladze. În calitate de adjunct al șefului de campanie pentru alegerile parlamentare din 2016 și de șef de campanie pentru alegerile locale din 2017, a jucat un rol important în victoriile zdrobitoare ale partidului. În 2016, Kobahidze a fost el însuși ales în Parlamentul Georgiei pe lista de partid.

### Președinte al Parlamentului (2016–2019)

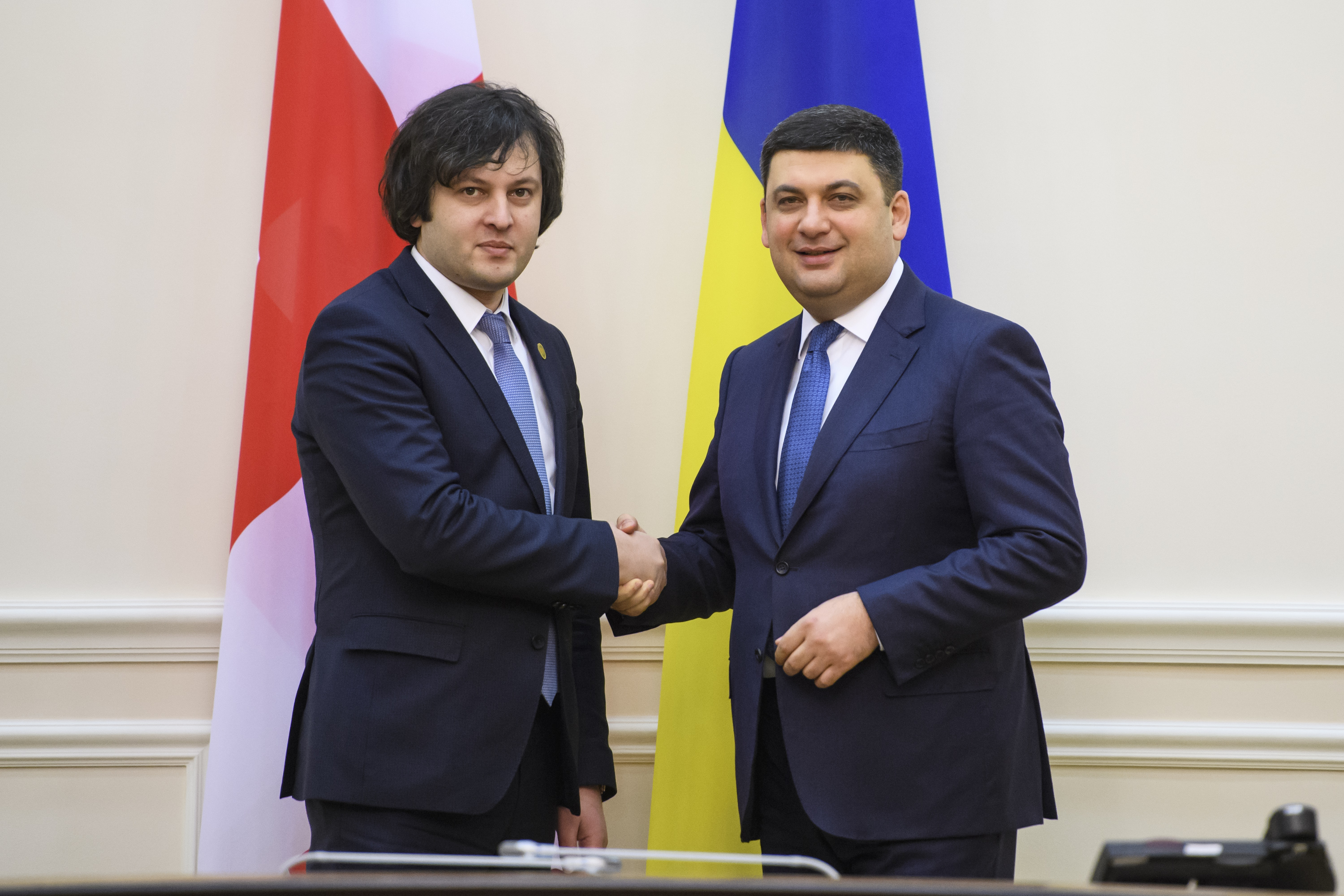
Kobahidze într-o întâlnire cu prim-ministrul Ucrainei, Volodîmîr Hroisman, în 2018.

La 18 noiembrie 2016, Kobahidze a fost numit președinte al Parlamentului Georgiei, cu 118 voturi pentru și 3 împotrivă. În timpul mandatului său au fost înființate Adunările Interparlamentare între Georgia, Ucraina și Republica Moldova, precum și între Georgia și Polonia. De asemenea, au fost semnate acorduri de cooperare strategică cu parlamentele mai multor țări partenere, precum Polonia, Letonia, Uzbekistan și Serbia. Din inițiativa sa, sala de ședințe plenare a Parlamentului a primit numele primului președinte ales democratic al Georgiei, Zviad Gamsahurdia.
Profitând de majoritatea constituțională de care dispunea Visul Georgian, parlamentul condus de Kobahidze a adoptat reforme constituționale majore. Acestea includ transformarea țării într-o republică parlamentară, trecerea la un sistem electoral complet proporțional până în 2024, eliminarea alegerilor prezidențiale directe și extinderea mandatului prezidențial de la 5 la 6 ani.
Kobahidze a decis să demisioneze din funcția de președinte al Parlamentului în urma protestelor din Georgia din 2019. A fost succedat de Archil Talakvadze. Kobahidze a continuat să fie deputat în parlament.

### Alegerile din 2020 și conducerea partidului Visul Georgian (2019–2024)
Kobahidze a fost reales în alegerile parlamentare din 2020. La 11 ianuarie 2021, a fost ales noul președinte al partidului Visul Georgian.
Mandatul său a coincis cu invazia rusă în Ucraina din 2022 și a jucat un rol important în modul în care partidul a reacționat la conflict. El și-a exprimat sprijinul pentru Ucraina și a condamnat acțiunile Rusiei, însă relațiile dintre cele două țări s-au deteriorat rapid. Între februarie și iulie 2022, Kobahidze a făcut 9 declarații critice la adresa Rusiei, dar un total de 26 de remarci ostile față de Ucraina și încă 57 față de Occident. Principala sursă a tensiunilor a fost afirmația secretarului Consiliului de Securitate Națională al Ucrainei, Oleksii Danilov, potrivit căruia Georgia ar „ajuta enorm” Ucraina dacă ar „deschide un al doilea front” împotriva Rusiei. Kobahidze a criticat oficialii ucraineni pentru că urmăresc propriile interese în detrimentul Georgiei, afirmând că „deschiderea unui al doilea front” ar ușura situația Ucrainei, dar ar aduce suferință și distrugere în Georgia, deoarece armata Rusiei este considerabil mai puternică și mai bine echipată decât cea georgiană. Kobahidze a spus că Georgia are mijloacele militare pentru a „înrăutăți situația pentru Rusia”, dar că acest lucru „ar duce la distrugerea Georgiei”. Ulterior, Kobahidze a explicat că există un efort coordonat al „Partidului Războiului Global” de a atrage Georgia în conflict.

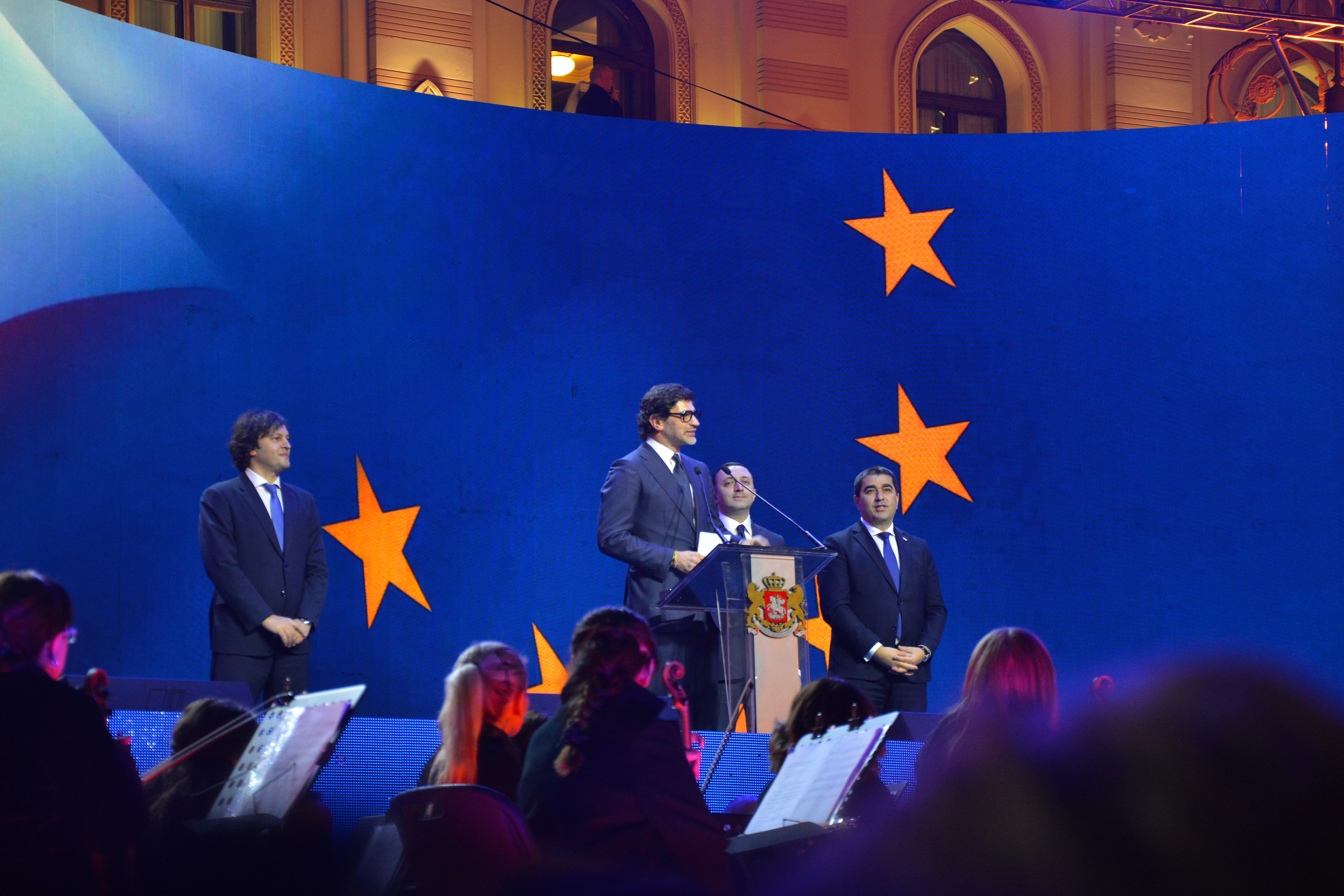
Kobahidze (stânga) la ceremonia acordării statutului de țară candidată la UE Georgiei, 15 decembrie 2023

În iunie 2022, Parlamentul European a adoptat mai multe rezoluții împotriva guvernului georgian și a refuzat acordarea statutului de candidat pentru aderarea la UE. Kobahidze a criticat aceste acțiuni și a declarat că ele au fost influențate de „Partidul Războiului Global”. El a adăugat că Georgia nu se va abate de la drumul său către aderarea la UE și că va continua procesul de integrare europeană, chemând totodată SUA și UE să „se distanțeze de apelurile care îndeamnă Georgia să intre în război”. După mai multe amânări, în decembrie 2023, Georgiei i-a fost acordat în cele din urmă statutul de țară candidată la UE. Kobahidze a atribuit această realizare fondatorului Visului Georgian, Bidzina Ivanișvili⁠(d), care, în cuvintele sale, „a pus bazele înlocuirii autoritarismului de tip sovietic cu o guvernare democratică și echitabilă de tip european”.

### Prim-ministru al Georgiei (2024–prezent)
La începutul lunii februarie 2024, Kobahidze și Irakli Garibașvili au făcut un schimb de funcții, Garibașvili devenind președintele partidului Visul Georgian, iar Kobahidze fiind confirmat ca prim-ministru pe 8 februarie. El a subliniat că prioritățile guvernului său sunt încheierea ocupației rusești din Osetia de Sud și Abhazia, precum și eliminarea sărăciei. Kobahidze a păstrat același cabinet ca și predecesorul său, însă a numit un nou ministru al apărării.

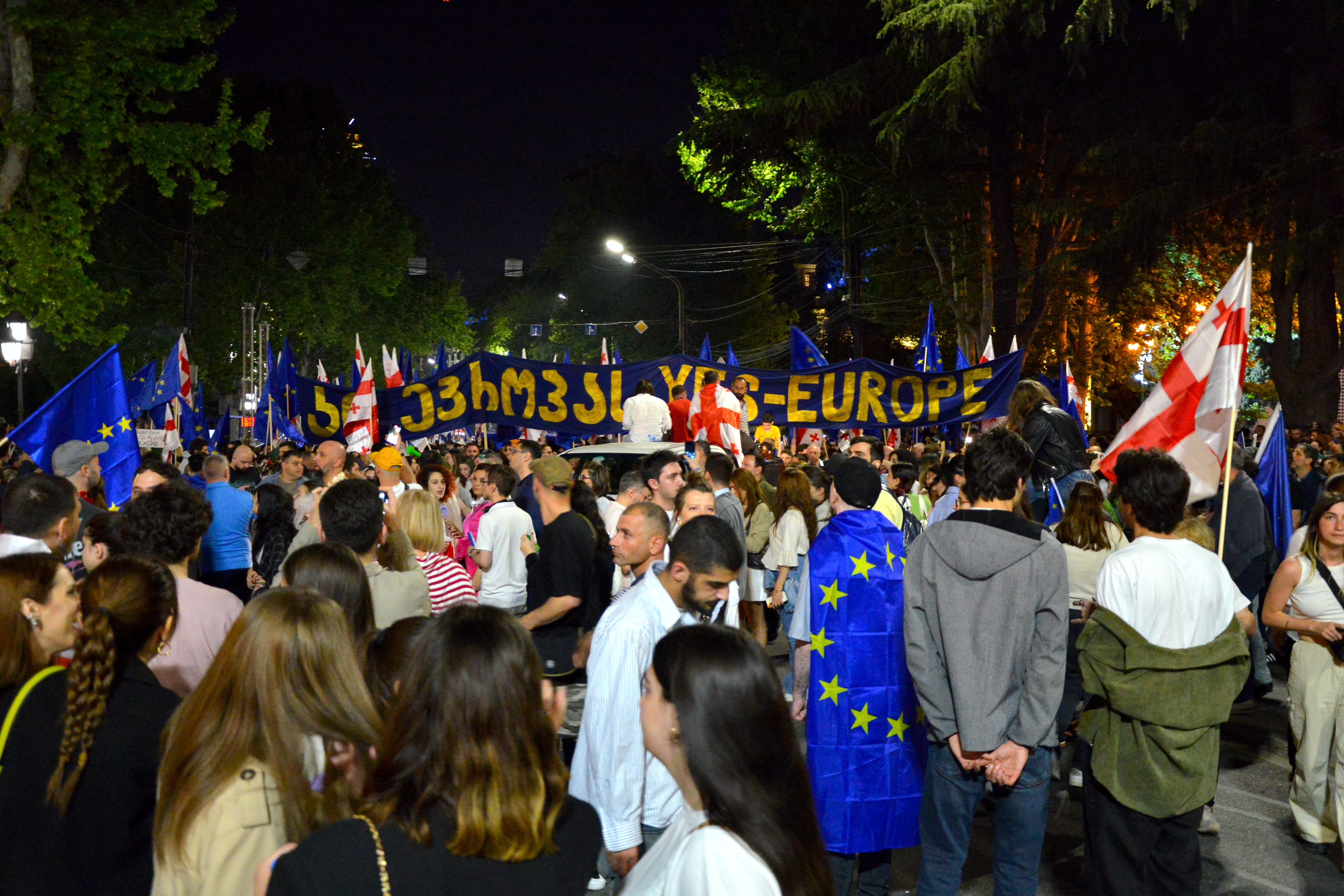
Protest organizat la Tbilisi împotriva proiectului de lege privind „agenții străini”, reintrodus de guvernul Kobahidze

Deși prima vizită oficială a lui Kobahidze ca prim-ministru a avut loc la Bruxelles, în perioada 20–21 februarie, mandatul său a fost marcat de o deteriorare semnificativă a relațiilor cu Occidentul. Legislația adoptată de guvernul său, în special proiectul de lege privind „agenții străini” (adoptat în iunie 2024), care are scopul de a limita influența occidentală în țară, a fost larg condamnată ca fiind incompatibilă cu aspirațiile euro-atlantice ale Georgiei. Unii analiști au sugerat că proiectul de lege privind „agenții străini” nu este neapărat îndreptat împotriva integrării europene, ci mai degrabă ar reprezenta un mijloc de negociere cu Uniunea Europeană.
La 23 mai 2024, Kobahidze a extins teoria conspirației privind „Partidul Războiului Global” și l-a acuzat că ar fi responsabil pentru tentativa de asasinat asupra lui Robert Fico. De asemenea, l-a acuzat pe comisarul european maghiar Olivér Várhelyi⁠(d) că i-ar fi amenințat viața. Ulterior, a detaliat:
„Chiar și în fața unui șantaj prelungit, amenințarea exprimată în timpul unei convorbiri telefonice cu unul dintre comisarii europeni a fost șocantă. În timpul conversației noastre, comisarul european a enumerat o serie de măsuri pe care politicienii occidentali le-ar putea lua dacă veto-ul asupra legii transparenței va fi depășit. În timp ce enumera aceste măsuri, a spus: «Ați văzut ce s-a întâmplat cu Fico și ar trebui să fiți foarte atent».”
Kobahidze și-a exprimat dorința ca această presupusă amenințare cu moartea să fie investigată.
Alegerile parlamentare georgiene din 26 octombrie 2024 au fost câștigate de partidul Visul Georgian, pe fondul unor acuzații de fraudă electorală. Modul de desfășurare al alegerilor a fost întâmpinat cu condamnări din partea instituțiilor europene și occidentale.
La 28 noiembrie 2024, Kobahidze a suspendat procesul de aderare a Georgiei la Uniunea Europeană până în 2028, acuzând politicieni din Europa și din Parlamentul European că recurg la „șantaj”. De asemenea, Georgia a anunțat că va refuza orice grant bugetar din partea UE până la sfârșitul anului 2028. Potrivit lui Kobahidze, Georgia va continua să implementeze reformele necesare pentru aderarea la UE și că obiectivul rămâne aderarea efectivă până în anul 2030. El a declarat: „Până în 2028, Georgia va fi mai pregătită decât orice alt stat candidat pentru a deschide negocierile de aderare cu Bruxelles și pentru a deveni stat membru în 2030.”

## Poziții politice

### Politica externă
Kobahidze a susținut în mai multe rânduri că Occidentul încearcă să împingă Georgia în războiul ruso-ucrainean și să deschidă un „al doilea front” pe teritoriul georgian; retorica sa a fost descrisă drept „anti-europeană” și „anti-americană”. Cu toate acestea, Kobahidze a respins acuzațiile de „anti-americanism” și „anti-europenism”, declarând că integrarea europeană și parteneriatul cu Statele Unite rămân „priorități de politică externă” ale administrației sale. El a atribuit dorința de a implica Georgia într-un conflict cu Rusia unor grupuri specifice din SUA și UE, nu statelor în ansamblul lor, adăugând că „relațiile vor fi resetate” odată cu victoria lui Donald Trump în alegerile prezidențiale din Statele Unite din 2024. Kobahidze a susținut „obiectivul lui Donald Trump de a învinge statul paralel”, spunând că acest lucru ar avea un impact pozitiv asupra intereselor Georgiei. În discursurile sale, Kobahidze a folosit frecvent conceptul de „Partidul Global al Războiului”, un termen utilizat de reprezentanți ai Visului Georgian pentru a desemna un grup de entități și persoane – precum complexul militaro-industrial american, George Soros și neoconservatorii – pe care îi acuză că ar instiga războaie la nivel global. Kobahidze a utilizat termenul în mod interschimbabil cu „statul paralel”, acuzându-l de declanșarea conflictelor din Ucraina, Orientul Mijlociu și Siria.
În februarie 2024, Serviciul de Securitate al Statului din Georgia a anunțat că a descoperit explozibili ucraineni pe teritoriul georgian. Kobahidze a folosit acest incident pentru a-și reitera acuzațiile că Georgia este împinsă către un conflict: „Acest lucru confirmă încă o dată ceea ce, în principiu, oficialii de rang înalt ai guvernului ucrainean au spus deschis că au dorit și probabil încă doresc: un al doilea front în țara noastră”.
Referindu-se la procesul de integrare europeană, Kobahidze a subliniat că acesta este acceptabil doar dacă sunt respectate și protejate „independența, suveranitatea și valorile” Georgiei. El a afirmat că „anumite forțe influente își imaginează Uniunea Europeană ca o uniune a statelor slabe, fără identitate și valori, însă în realitate, Uniunea poate fi puternică doar dacă unește state suverane”. Kobahidze a insistat asupra apărării valorilor tradiționale ale Georgiei, moralității, bisericii și credinței în cadrul procesului de aderare, afirmând că „Georgia are tot dreptul să ceară ca Uniunea Europeană să-i respecte suveranitatea și valorile înainte de a intra în casa noastră”.
Kobahidze a caracterizat Euromaidanul drept un eveniment negativ, susținând că prăbușirea economică a Ucrainei, pierderea teritoriilor și alte consecințe nefaste au fost cauzate direct de revoluție. El a mai afirmat că Euromaidanul a dus la creșterea influenței străine în Ucraina, iar autoritățile ucrainene ar fi fost „numite din afară”. În mod similar, Kobahidze a condamnat Revoluția Trandafirilor din Georgia, susținând că aceasta a dus la tortură pe scară largă, restrângerea libertății presei, diminuarea libertății economice și pierderea teritoriilor. El a numit Revoluția Trandafirilor „revoluția spionilor”.

### Politică internă
Kobahidze a reprezentat Georgia la Conferința de Acțiune Politică Conservatoare desfășurată în Ungaria în aprilie 2024. În discursul său, el a subliniat importanța valorilor tradiționale și a identității naționale, avertizând asupra amenințărilor reprezentate de „propaganda LGBT” și de „migrația necontrolată”. De asemenea, Kobahidze a subliniat rolul creștinismului în formarea identității naționale georgiene, amintind că Georgia a adoptat creștinismul în secolul al IV-lea. A folosit ca motto sloganul scriitorului naționalist georgian din secolul al XIX-lea, Ilia Ceavceavadze: „Limbă, Patrie, Credință”. Kobahidze a avertizat că, dacă migrația în masă va continua în statele europene, populația locală ar putea deveni în curând o minoritate. El a condamnat, de asemenea, campaniile de legalizare a drogurilor.
Discursul lui Kobahidze a avut loc într-un context de orientare tot mai pronunțată spre dreapta a partidului Visul Georgian, deteriorarea relațiilor cu Occidentul și consolidarea legăturilor cu Ungaria. În trecut însă, Kobahidze a avut poziții diferite asupra anumitor teme. Astfel, în iunie 2017, răspunzând unei propuneri a deputatului Visului Georgian, Nukri Kantaria, de a include în constituție o clauză privind „protecția valorilor și conștiinței naționale”, Kobahidze a respins ideea, numind-o „periculoasă” și o formă de „ideologizare naționalistă”.

## Viață personală
Kobahidze este căsătorit cu Natalia Motsonelidze, cu care are doi copii.
Pe lângă georgiană, Kobahidze vorbește engleza, germana și rusa.

## Distincții
- Titlul de doctor honoris causa al Universității de Stat din Belarus (2017)[69]
- „Ordinul Parlamentar al Libertății” (acordat de Parlamentul Georgiei, 2021)[70]
- Premiul „Sabino Arana” (acordat de Partidul Naționalist Basc, 2023)[71]

## Lucrări
- Law of Political Unions (2008)[16]
- Constitutional Law (2019)[16]